# I Don't Need Your Rockin' Chair
«I Don't Need Your Rockin' Chair» es una canción escrita por Billy Yates, Frank Dycus y Kerry Kurt Phillips, y grabada por George Jones. Fue el primer sencillo de su álbum de 1992 Walls Can Fall.

## Lanzamiento
Jones, que en 1992 se había convertido en una de las verdaderas leyendas de la música country, utilizó la composición como una declaración personal, afirmando su determinación de seguir cantando como siempre lo había hecho. Su coro final está hecho como una llamada y respuesta, con varios otros cantantes de country brindando la respuesta: Vince Gill, Mark Chesnutt, Garth Brooks, Travis Tritt, Joe Diffie, Alan Jackson, Pam Tillis, T. Graham Brown, Patty Loveless y Clint Black.  La canción fue elogiada por la crítica. En el libro The Life and Times of a Honky Tonk Legend, Bob Allen lo describe como una "escandalosa declaración musical [...] sobre la determinación de un hombre de seguir tocando el honky tonk en sus años dorados".  Richard Carlin, en el libro Country Music: A Biographical Dictionary, lo llamó "una declaración bondadosa pero desafiante de dónde viene este viejo".  Brian Mansfield, en su reseña de Walls Can Fall, calificó la canción como "más aterradora debido al pasado de George",  mientras que el propio Jones describió la canción como "mi actitud ante la música".  Sin embargo, el sencillo sólo subió al puesto 34, y Jones seguía frustrado por la cantidad de estaciones de radio country que le habían dado la espalda. "Nunca ha habido un momento en que la radio country fuera tan irrespetuosa con sus mayores", declaró en sus memorias de 1995. La canción ganó el Premio de la Asociación de Música Country de 1993 al Evento Vocal del Año. 

## Posicionamiento en listas
| Lista (1992–93)                    | Mejor posición |
| ---------------------------------- | -------------- |
| Estados Unidos (Hot Country Songs) | 34             |

## Premios y nominaciones
| Premio         | Año  | Categoría                                    | Resultado | Ref.  |
| -------------- | ---- | -------------------------------------------- | --------- | ----- |
| Premios Grammy | 1994 | Mejor interpretación vocal country masculina | Nominado  | [ 8 ] |